# Jatonabine
Jatonabine, "Les gens des roches" =Stone people ili "People of the Rocks"); jedna od bandi Assiniboin Indijanaca, po svoj prilici vodeća, i koji su 1808. živjeli na području sjeverozapadne Manitobe u Kanadi i imali 40 tepeeja. 
Ostalli nazivi pod kojima su bili poznati su: Jatonabinè, I΄-aŋ-to΄-an, E-an-to-ah, Eascab, Gens des Roches.

## Vanjske poveznice
- Assiniboin of the Plains Indian Tribe History